# 知寄町停留場
知寄町停留場（ちよりちょうていりゅうじょう）は、高知県高知市知寄町にあるとさでん交通後免線の路面電車停留場。

## 歴史
当停留場は1957年（昭和32年）に土佐電気鉄道の知寄町車庫前停留場（ちよりちょうしゃこまえていりゅうじょう）として開業した。知寄町車庫は当停留場の北側にあった車両基地と南側にあったバス部門の車庫。宝永町停留場の南側付近にあった下知車庫に代わって、当停留場の開業と同じ日より稼働を開始した。なお、知寄町車庫前を名乗る停留場はそれまで後免線の宝永町 - 知寄町一丁目間に存在したが、当停留場の開業に代わって廃止されている。
往時の知寄町には車庫のほかにも土佐電気鉄道の本社、1962年（昭和37年）に新設された東雲町車両工場など多くの現業機関が集積し、土電の心臓部を担っていた。しかしこれらの施設は1987年（昭和62年）に桟橋地区へ移転。この移転と同日に、当停留場は知寄町へと改称している。

### 年表
- 1957年（昭和32年）4月21日：知寄町車庫が完成[3]。あわせて土佐電気鉄道の知寄町車庫前停留場として開業[1]。
- 1961年（昭和36年）3月23日：知寄町変電所を新設[3]。
- 1962年（昭和37年）8月24日：東雲町車両工場が完成[3]。
- 1987年（昭和62年）12月1日：車庫機能の桟橋地区移転に伴い知寄町車庫・東雲町車両工場が廃止[3]。当停留場は知寄町停留場に改称[1]。
- 1996年（平成8年）3月11日：後免町方面ホームを後免町方向へ約20メートル移設。
- 2002年（平成14年）9月：知寄町駅長業務を廃止、無人駅化[5]。
- 2014年（平成26年）10月1日：土佐電気鉄道が高知県交通・土佐電ドリームサービスと経営統合し、とさでん交通が発足[6]。とさでん交通の停留場となる。

## 停留場構造
知寄町停留場は後免線の併用軌道区間にあり、ホームも道路上に置かれる。ホームは2面あり、東西方向に伸びる2本の線路を挟み込むように配されるが、互いのホームは東西方向にずれている。東にあるのが後免町方面行きのホーム、西にあるのがはりまや橋方面行きのホーム。
後免町寄りに渡り線があり、朝のラッシュ時と夜間にはりまや橋方面への折り返し運転が行われる。

## 停留場周辺
知寄町車庫の車両基地の跡地はパチンコ店に、南側のバス部門の車庫の跡地は分譲マンションとなっている。
- 国道32号
- ドン・キホーテ高知店
- アプライド高知店
- 高知県高知土木事務所
- 高知稲荷町郵便局

## 路線バス
「知寄町」バス停留所があり、以下の路線が乗り入れる。一般路線バスははりまや橋方面のみが停車。高速バスの「知寄町」バス停の乗り場は、よさこい号（大阪行）は当地であるものの、それ以外は隣の知寄町二丁目バス停に併設されている（降り場は、よさこい号が知寄町二丁目バス停、それ以外は当地）。
| 乗場 | 系統       | 主要経由地 | 行先         | 運行会社              | 備考       |
| ---- | ---------- | ---------- | ------------ | --------------------- | ---------- |
|      | よさこい号 |            | 大阪         | とさでん交通 阪急バス | 昼行、夜行 |
| T1   | はりまや橋 | 桟橋車庫   | とさでん交通 |                       |            |
| C1   | はりまや橋 | 県庁前     | とさでん交通 |                       |            |
| G1   | はりまや橋 | 高知駅     | とさでん交通 |                       |            |

## 隣の停留場
とさでん交通
後免線
知寄町三丁目停留場 - 知寄町停留場 - 知寄町二丁目停留場